# Авойел
Авойел (на английски: Avoyel) е северноамериканско индианско племе, което преди контакта с европейците живее близо до устието на Ред Ривър, там където днес се намира град Марксвил, Луизиана. На първите французи, които идват в региона, са известни като „малки таенза“, дължащо се на близките им отношения с племето таенза. Дори са смятани за тяхно подразделение, а не за самостоятелно племе. Името Авойел е френския превод на тяхното собствено „тассенекогули – хора на кремъка“. При срещата им с Пиер Ле Мойн д’Ибервил през 1699 г., близо до устието на Ред Ривър, наброяват 280 души. След това, за по-добра защита се присъединяват към племето туника в Марксвил и от 1805 година се считат за официално изчезнали.